# Robert Halleux
Pour les articles homonymes, voir Halleux.
Robert Halleux, né le 18 août 1946 à Villers-l'Évêque et mort le 21 août 2024 à Liège, est un historien des sciences belge.

## Biographie
Après des études de philologie classique à l'université de Liège (1964-1968), il présente une thèse de doctorat en philosophie et lettres à l'université de Liège (Le problème des métaux dans la science antique, 1972), puis poursuit des études de philologie et d'histoire des sciences à l'École pratique des hautes études à Paris (1973-1976, thèse consacrée à Johannes Kepler. L’étrenne ou la neige sexagénaire), et est agrégé de l’enseignement supérieur en 1978 (thèse consacrée à La métallurgie des métaux non ferreux dans l'Antiquité gréco-romaine).

Penne d'étudiant en Philologie de l'université de Liège (portée par le professeur Robert Halleux dès 1964).
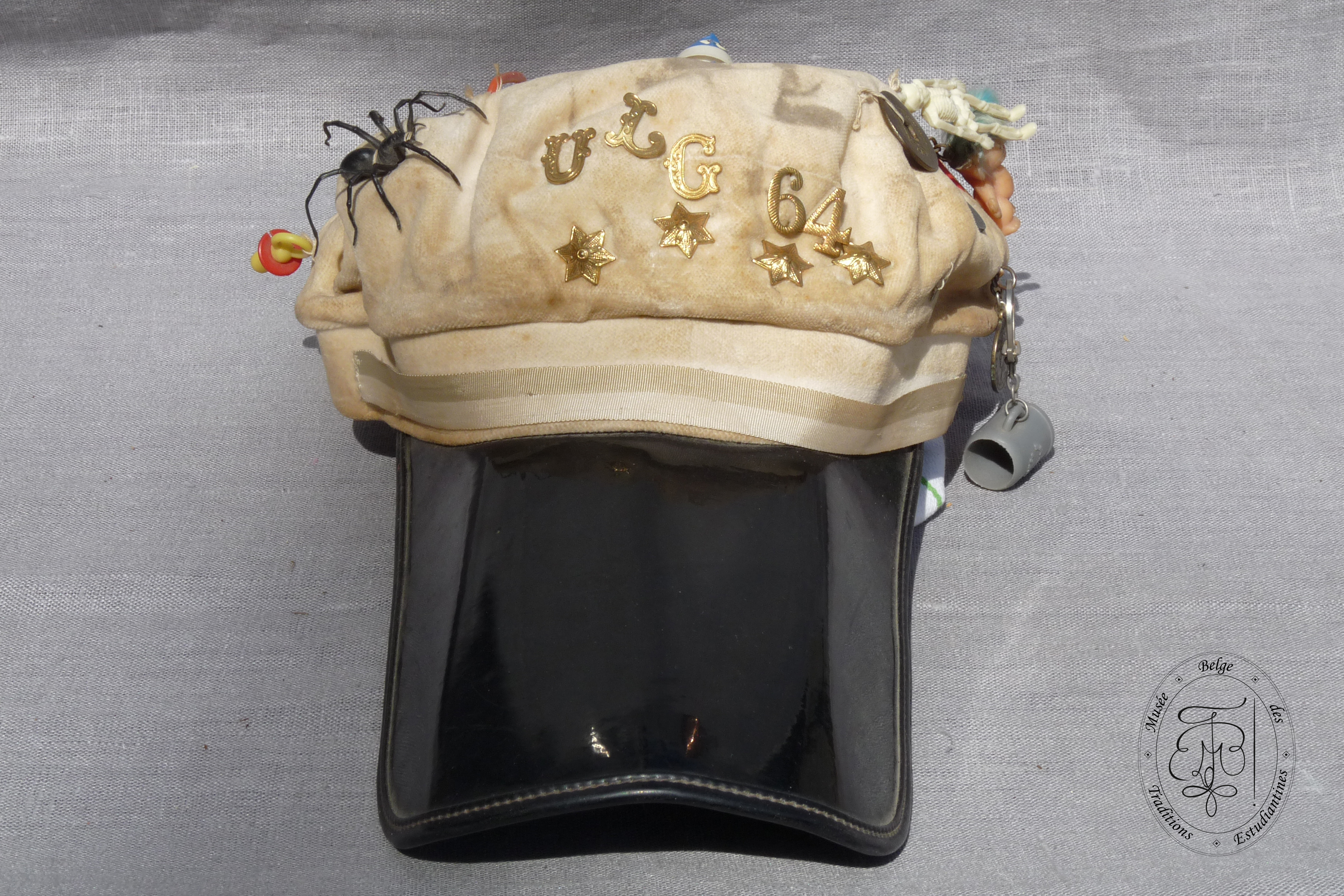
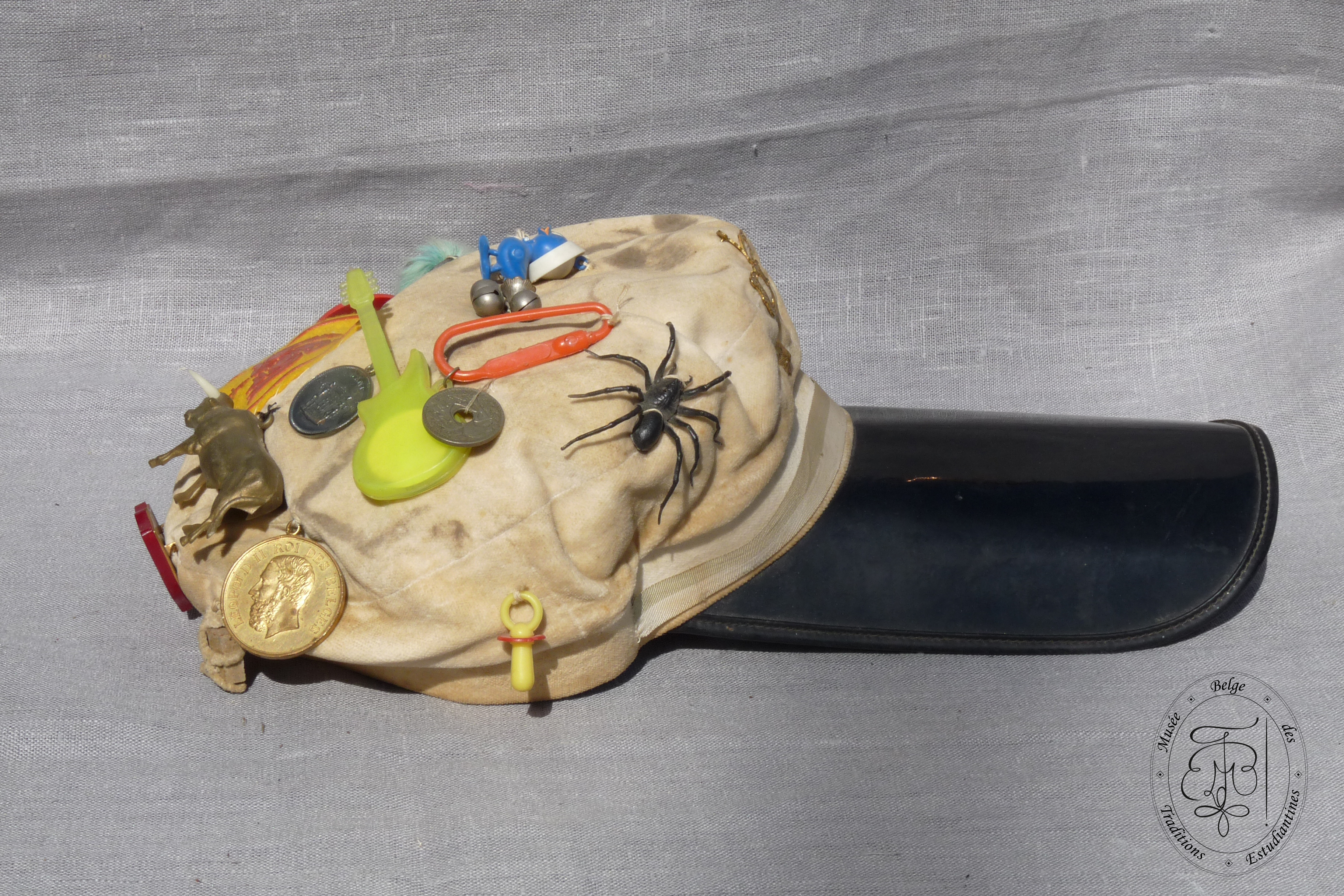
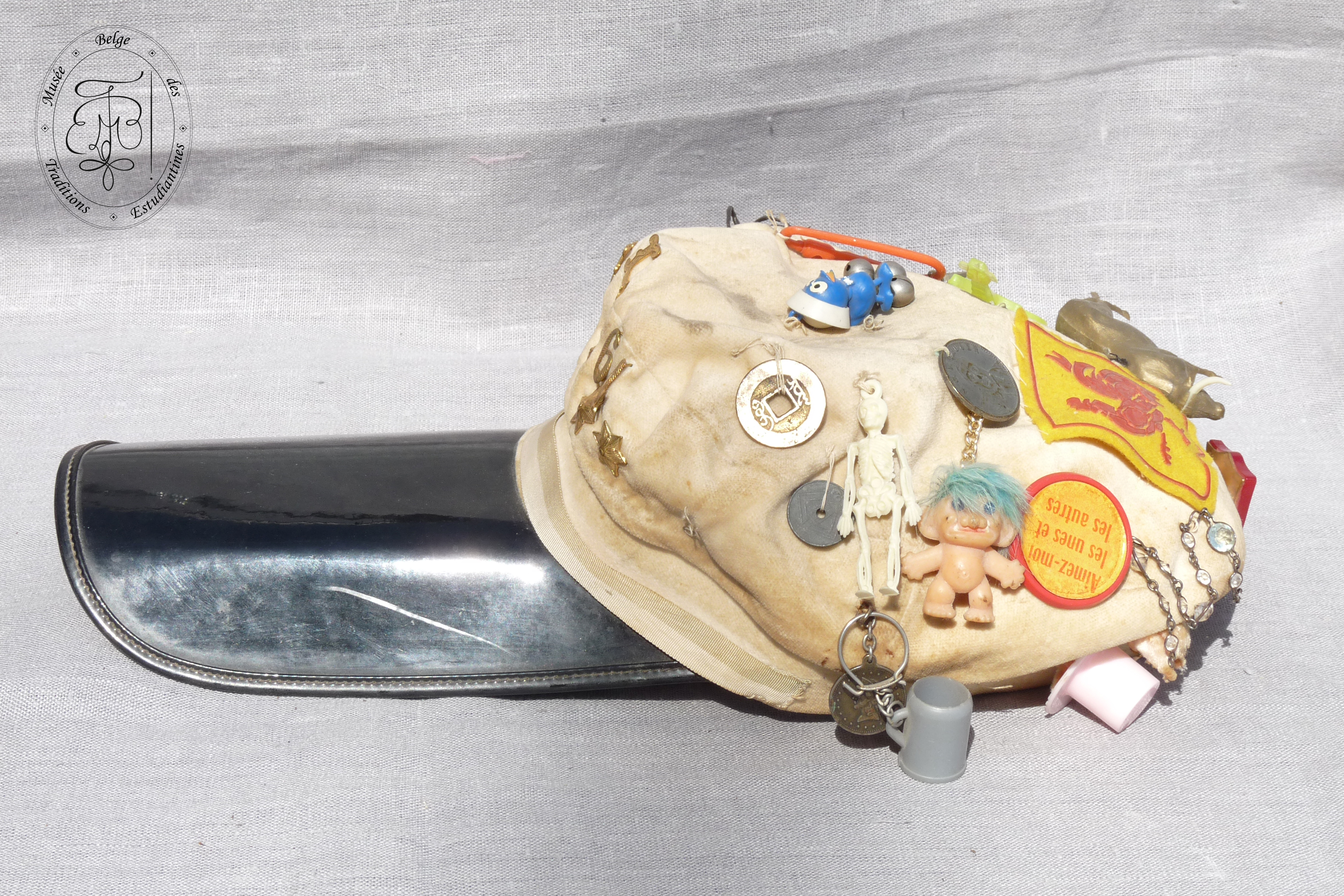
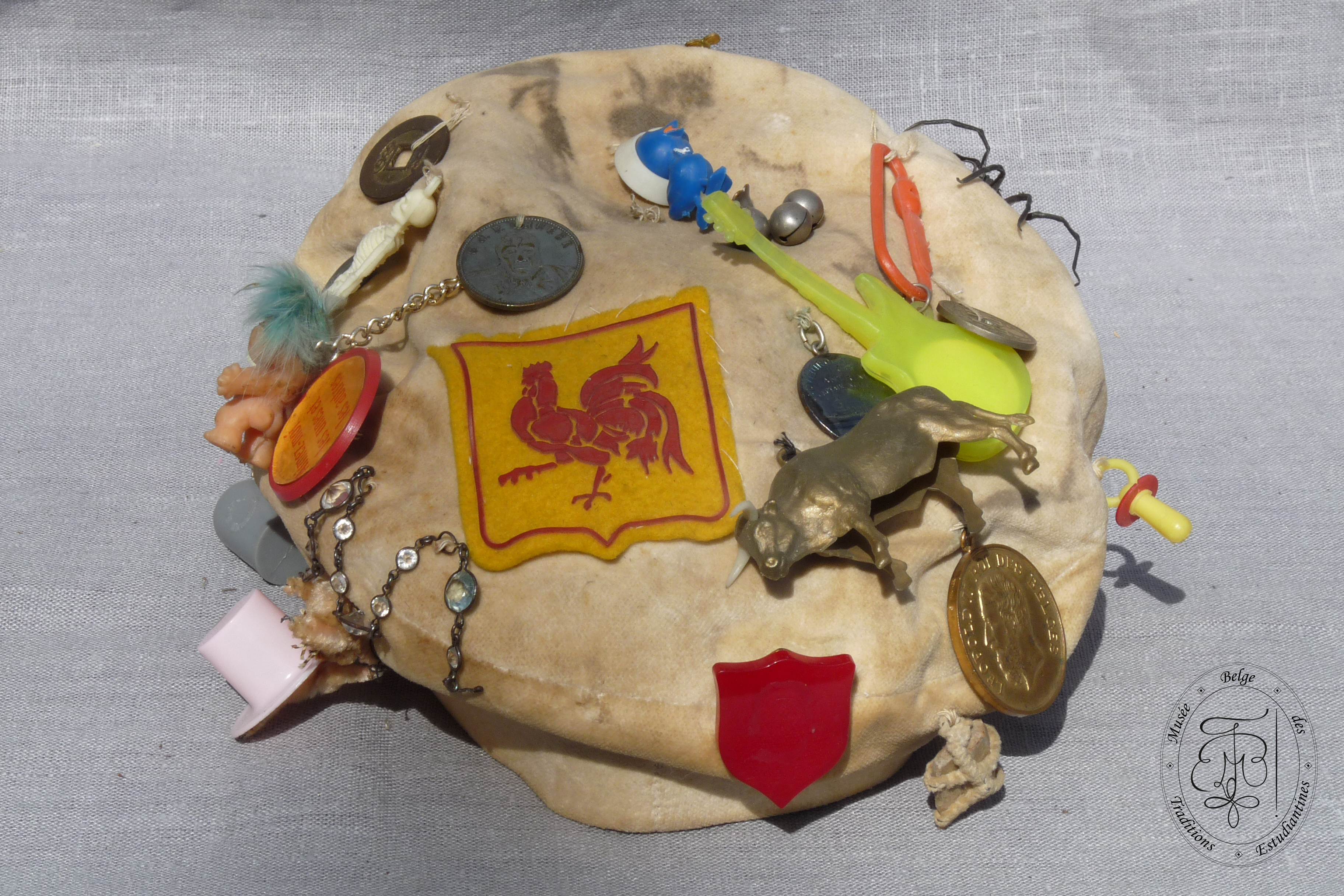

Robert Halleux effectue sa carrière au Fonds national de la recherche scientifique (à partir de 1969) et comme professeur à l'université de Liège (philosophie des sciences, 1986-1997), à l'université de Mons-Hainaut (histoire des sciences expérimentales, 1986-1997).
Il fonde en 1982 le Centre d'histoire des sciences et des techniques de l'université de Liège, qu'il dirige.
Il est membre en France du Haut comité des commémorations nationales. Il en démissionne, avec neuf autres membres sur douze, par une lettre collective publiée dans Le Monde en mars 2018. Ils protestent ainsi contre la décision de la ministre de la culture, Françoise Nyssen, de retirer le nom de Charles Maurras du Livre des commémorations nationales 2018, alors que ce choix avait été préalablement validé,,.
Il meurt le 21 août 2024 à Liège.

## Publications
- Robert Halleux, Le problème des métaux dans la science antique, Les Belles Lettres, 1974, 236 p.
- Robert Halleux, Les textes alchimiques, Brepols, 1979, 153 p.
- Robert Halleux, Les alchimistes grecs, t. I : Papyrus de Leyde, Papyrus de Stockholm. Fragments et Recettes, Les Belles Lettres, 1981, 235 p.
- Robert Halleux, Jacques Schamp, Les lapidaires grecs : lapidaire orphique, kérygmes lapidaires d'Orphée, Socrate et Denys, lapidaire nautique, Damigéron-Evax (traduction latine), Les Belles Lettres, 1985, 355 p.
- Robert Halleux, A.-C. Bernes, L. Étienne, "L’évolution des sciences et des techniques en Wallonie", dans Wallonie. Atouts et références d’une Région, sous la direction de Freddy Joris, Gouvernement wallon, Namur, 1995.
- Robert Halleux, M. Blay (éditeurs), Dictionnaire critique de la Science Classique, Éditions Flammarion, 1998.
- Robert Halleux, Carmelia Opsomer, J. Vandersmissen. (éditeurs), Histoire des sciences en Belgique, des origines à 1815, Bruxelles, Crédit Communal, 1998.
- Robert Halleux, J. Vandersmissen, A. Despy-Meyer, G. Vanpaemel (éditeurs) , Histoire des sciences en Belgique, 1815-2000, 2 vol., Bruxelles, Crédit Communal, 2002.
- Robert Halleux, Cockerill. Deux siècles de technologie, Éditions du Perron, 2002.
- Robert Halleux, Geneviève Xhayet, Études sur les fonts baptismaux de Saint-Barthélemy à Liège, Éditions du Céfal, 2006.
- Robert Halleux, Geneviève Xhayet, La liberté de chercher. Histoire du Fonds National belge de la Recherche Scientifique, Éditions de l’Université de Liège, 2007.
- Robert Halleux, Le savoir de la main. Savants et artisans dans l'Europe pré-industrielle, Paris, Armand Colin, 2009.
- Robert Halleux, Geneviève Xhayet, P. Demoitié, Pour la science et pour le pays, 50 ans de politique scientifique fédérale, Éditions de l'Université de Liège, 2009.

## Prix et distinctions
- 1987 : membre de l'Académie internationale d'histoire des sciences.
- 2003 : associé étranger de l'Académie des inscriptions et belles-lettres (Institut de France, Paris)
- 2003 : Prix du Wallon de l'année 2003[9]
- 2010 : membre de l'Académie royale de Belgique, classe Technologie et Société (Bruxelles).
- 2015 : Citoyen d'honneur de Liège[10]

## Activités sociales et politiques
Robert Halleux est membre de la Fédération Liégeoise du Parti Communiste, membre du comité fédéral et du comité central.